# Třtina chloupkatá
Třtina chloupkatá (Calamagrostis villosa) je druh rostliny z čeledi lipnicovité (Poaceae).

## Popis
Jedná se o vytrvalou víceméně netrsnatou výběžkatou trávu, dosahující výšky nejčastěji 50–120 cm. Oddenky jsou plazivé s dlouhými výběžky. Stébla mají 4–5 kolének, jsou hladká, hlavně na bázi načervenalá. Listy jsou střídavé s listovými pochvami, které jsou lysé až pýřité, na rozhraní mezi čepelí a pochvou jsou postranní svazečky chloupků. Čepele jsou čárkovité, asi 3–8 mm široké, ploché nebo svinuté, na líci drsné, tmavozelené. Jazýček je 3–5 mm dlouhý, dřípený. Květenstvím je lata, která se skládá z mnoha klásků, celá lata je víceméně přímá, za plodu pak převislá, poměrně řídká, asi 10–20 cm dlouhá a za květu cca 6 cm široká. Klásky jsou jednokvěté, hnědé až nachové, plevy jsou víceméně stejné, 5–6 mm dlouhé, na hřbetě bez kýlu, chlupy bazálního věnečku jsou asi stejně dlouhé jako plucha. Plucha je kratší než pleva, je čtyř až pětižilná, osina je nasazená v dolní polovině až polovině pluchy a je celkem krátká, pluchu jen sotva přesahuje. Tyčinky jsou 3, prašníky jsou fialové. Plodem je obilka. Počet chromozómů je 2n=28, 56 nebo 70.

## Rozšíření ve světě
Třtina chloupkatá je přirozeně rozšířena především v horských oblastech střední až jižní Evropy, od Francie, přes Německo, v Alpách, horách hercynské oblasti, Karpatech a horách Balkánu. Severní hranice rozšíření leží ve střední Evropě, dál na sever, např. do Skandinávie, už nezasahuje.

## Rozšíření v Česku
V ČR je hojná především ve vyšších polohách a horských oblastech. Naopak v nižších polohách je vzácnější nebo i chybí. Vyhledává kyselý substrát. Zdá se že na většině území ČR to je alpský migrant a výskyt třtiny chloupkaté dosti koresponduje s výskytem původního smrku ztepilého. Proto je velmi vzácná až chybí např. v nižších polohách jižní Moravy nebo tam, kde převažují bazické substráty, málo se vyskytuje také v nižších moravských Karpatech. Naopak velice běžná je ve vyšších polohách hercynských pohoří. Je častou dominantou horských smrčin (as. Calamagrostio villosae-Piceetum), hojná je v horských acidofilních bučinách (as. Calamagrostio villosae-Fagetum). Dominantu tvoří také v některých typech druhově chudých vysokobylinných subalpínských trávníků (as. Crepido-Calamagrostietum villosae). Jako expanzívní druh se místy šíří na nekosených loukách vyšších horských poloh.